# Dattinia
Dattinia is een geslacht van vlinders van de familie snuitmotten (Pyralidae), uit de onderfamilie Pyralinae.

## Soorten
- D. achatina Felder & Rogenhofer, 1874
- D. affinis Rothschild, 1921
- D. albicornis Rebel, 1914
- D. anceschii Turati, 1926
- D. aurora Fawcett, 1916
- D. baloutchistanalis Amsel, 1951
- D. bertazzii Turati, 1926
- D. bolinalis Walker, 1859
- D. brandti Amsel, 1949
- D. caidalis Hampson, 1900
- D. canifusalis Hampson, 1900
- D. colchicaloides Amsel, 1949
- D. concatenalis Lederer, 1858
- D. conformalis Amsel, 1949
- D. costinotalis Hampson, 1916
- D. cribellalis Erschoff, 1874
- D. debskii Rebel, 1912
- D. difformis Falkovich, 1976
- D. dureti Rougeot, 1977
- D. eremialis Swinhoe, 1889
- D. eumictalis Hampson, 1917
- D. faroulti Rothschild, 1915
- D. fredi Amsel, 1949
- D. fuscisectalis Hampson, 1900
- D. grisescens Warren, 1914
- D. guttosalis Christoph, 1893
- D. hyrcanalis Amsel, 1951
- D. inclinatalis Rebel, 1914
- D. indistinctalis Amsel, 1949
- D. infascialis Amsel, 1949
- D. infulalis Lederer, 1858
- D. iranalis Amsel, 1949
- D. kebilialis Lucas, 1907
- D. leonalis Oberthür, 1887
- D. leucographalis Hampson, 1900
- D. lobalis Chrétien, 1915
- D. mavromoustakisi Rebel, 1928
- D. mesopotamica Amsel, 1955
- D. metasialis Amsel, 1953
- D. mimicralis Amsel, 1951
- D. muscosalis Rebel, 1917
- D. natalensis Janse, 1922
- D. navattae Rougeot, 1977
- D. noctua Falkovitsh, 1976
- D. orion Fawcett, 1916
- D. ornata Druce, 1902
- D. orphna Falkovich, 1976
- D. oxodontalis Hampson, 1900
- D. pallidicarnea Warren, 1914
- D. pectinalis Herrich-Schäffer, 1838
- D. peratalis Hampson, 1916
- D. persinualis Hampson, 1900
- D. perstrigata Hampson, 1916
- D. phaeagonalis Hampson, 1906
- D. pineaui Rougeot, 1977
- D. povolnyi Amsel, 1975
- D. rectangula Amsel, 1949
- D. rufimarginalis Hampson, 1896
- D. sanctalis Hampson, 1900
- D. sardzealis Amsel, 1951
- D. sinaica Rebel, 1903
- D. staudingeralis Ragonot, 1891
- D. strictalis Amsel, 1949
- D. subargentalis Amsel, 1949
- D. syrtalis Ragonot, 1887
- D. theopoldi Amsel, 1956
- D. tithonus Fawcett, 1916
- D. turturalis Turati, 1930
- D. variabilis Zerny, 1930
- D. vulgaris Butler, 1881
- D. wiltshirei Amsel, 1949